# Star Wars: TIE Fighter
Star Wars: TIE Fighter ist eine Weltraumkampfsimulation, die 1994 von LucasArts veröffentlicht wurde. Das Spiel ist der Nachfolger der Weltraumsimulation Star Wars: X-Wing von 1993.
Wie schon X-Wing simuliert TIE Fighter Weltraumkämpfe zwischen Raumjägern im Krieg der Sterne-Universum. Diesmal wechselt der Spieler jedoch die Seiten: Statt für die Rebellion fliegt der Spieler die verschiedenen Raumjäger des Galaktischen Imperiums (angefangen mit dem namensgebenden TIE Fighter) in mehreren Schlachten gegen die Allianz der Rebellen, Piraten und sogar abtrünnige imperiale Flottenverbände.

## Entwicklung
TIE Fighter beruht in Technik und Design grundlegend auf dem Vorgängerspiel X-Wing. Erstmals wurde in den Simulator-Sequenzen Gouraud Shading eingesetzt, das die Raumschiffe realistischer als im Vorgänger erscheinen ließ.
TIE Fighter wurde wie der Vorgänger X-Wing von Lawrence Holland und Edward Kilham in leitender Funktion entwickelt, die später unter dem Label Totally Games unter anderem die Nachfolger Star Wars: X-Wing vs. TIE Fighter und Star Wars: X-Wing Alliance entwickelten.

## Spielprinzip
Das Spielprinzip wurde im Wesentlichen beibehalten: Als imperialer Pilot fliegt der Spieler mehrere zu Schlachten zusammengefasste Missionen. Der Ablauf ist dabei immer gleich: Es findet zunächst eine Einweisung durch den Flugoffizier statt, anschließend wird die Mission geflogen und bei erfolgreichem Abschluss folgt die Einweisung für die nächste Mission. Wird eine ganze Schlacht erfolgreich abgeschlossen, wird eine kleine Filmsequenz gezeigt, die die abschließenden Ereignisse zeigt. Der Spieler wird am Ende einer Schlacht mit einer Medaille belohnt.
Neu ist bei TIE Fighter eine Art sekundäre Einweisung durch ein Mitglied des Geheimbundes des Imperators, bei der man zu den primären und sekundären Missionszielen des Flugoffizieres weitere Bonusziele mitgeteilt bekommt und bei Erfolg zusätzlich belohnt wird.
Der Ablauf der einzelnen Missionen ist im Vergleich zu X-Wing wesentlich abwechslungsreicher und dynamischer gestaltet. So kann sich durch das Eintreffen eines bestimmten Ereignisses das grundlegende Missionsziel völlig ändern, ohne dass der Spieler zuvor darauf hingewiesen wurde.

## Inhalte
Inhaltlich orientiert sich TIE Fighter an den Star-Wars-Filmen Episode IV bis VI sowie am Vorgängerspiel X-Wing. Die Handlung spielt im Zeitraum zwischen Episode V: Das Imperium schlägt zurück und Episode VI: Rückkehr der Jedi-Ritter, löst sich jedoch bis auf wenige Ereignisse von der aus den Filmen bekannten Handlung.
In TIE Fighter wird das Imperium weniger als die brutale und skrupellose Militärmacht dargestellt, die man aus den Kinofilmen kennt, sondern vielmehr als elitäre und mächtige Streitmacht, die mit heroischen Zielen für Frieden und Ordnung in der Galaxis sorgt.
Um den Spielablauf abwechslungsreicher zu gestalten, tauchen neue Raumfahrzeuge auf, die weder in den Filmen noch im Vorgängerspiel vorkommen. Der „Fuhrpark“ der zur Verfügung stehenden Raumjäger, -transporter und -schiffe wurde gegenüber dem Vorgänger noch einmal ausgiebig erweitert. Zum ersten Mal spielen auch feststehende Raumstationen und -landungsplattformen eine zentrale Rolle.
Der Spieler fliegt in den verschiedenen Missionen den TIE-Jäger (engl. “TIE Fighter”), TIE-Bomber, TIE-Abfangjäger (“TIE Interceptor”), TIE-Jäger Mk2 (“TIE Advanced”) und das Angriffs-Kanonenboot (“Assault Gunboat”). In den Erweiterungen kommen außerdem noch der TIE-Jagdbomber (“TIE Defender”) und das Raketenboot (“Missile Boat”) hinzu.
Auf imperialer Seite sind des Weiteren zahlreiche mittlere und große Raumschiffe zu sehen, so die aus den Filmen bekannte Lambda-Fähre (“Lambda Class/Tyderian Shuttle”), der Korellianische Transporter (“Corellian Transport”), die Korellianische Korvette (“Corellian Corvette”), die Nebulon-B-Fregatte (“Nebulon-B Frigate”) und verschiedene Sternzerstörer (“Star Destroyer”). Ergänzt wird das Arsenal mit einer Vielzahl bewaffneter Kampfschiffe und einer Unzahl von Transportschiffen und -containern.
Die Allianz der Rebellen führt die bekannten X-Flügler, Y-Flügler, A-Flügler, B-Flügler (“X-Wing” etc.) und den neuen Z-95 Kopfjäger (engl. “Z-95 Headhunter”, eine Art Vorgänger des X-Flüglers) ins Feld, sowie verschiedene Varianten des Mon Calamari-Kreuzers. Auch auf rebellischer Seite kommen zahlreiche mittlere und Großschiffe zum Einsatz, die auch das Imperium benutzt.
Hin und wieder hat das Imperium auch mit Piraten und neutralen Gruppierungen zu tun, die ihrerseits verschiedenste Raumjäger, Transporter und Kampfschiffe einsetzen.

## Handlung
Wie bereits beim Vorgänger X-Wing setzt sich das Spiel aus Schlachten zusammen, die mehrere Einzelmissionen beinhalten, die, aufeinander aufbauend, nacheinander geflogen werden müssen und ein bestimmtes Endziel verfolgen. Dabei muss eine Mission erfolgreich abgeschlossen werden, um die nächste fliegen zu können. Ein Überspringen einzelner Missionen ist nicht möglich. Die Reihenfolge der Schlachten ist dabei nicht immer festgelegt. Daher kann die aktuelle Schlacht jederzeit gewechselt und später weiter gespielt werden. Die späteren Schlachten bauen in ihrer Handlung teilweise aufeinander auf, daher ist die Reihenfolge hier eingeschränkt.
- Schlacht 1: Das Nachspiel von Hoth (engl. „Aftermath of Hoth“)
Nach der Schlacht von Hoth werden die Rebellen weiter an den Rand der Galaxis vertrieben. Der Oberbefehlshaber des Feldzugs, Admiral Harkov, nutzt den Kontakt zu den Rebellen, um ihnen seine Bereitschaft zum Überlauf mitzuteilen.
- Schlacht 2: Bürgerkrieg auf Sepan („The Sepan Civil War“)
Die imperiale Flotte unter dem Kommando von Admiral Harkov beendet den Konflikt zwischen den Ripoblus und den Dimok. Zum Ende des Feldzugs werden die ersten neuen TIE-Jäger Mk2 eingeführt.
- Schlacht 3: Die Grenzschlacht („Battle on the Frontier“)
Unter dem Kommando von Admiral Thrawn errichtet das Imperium im Pakuuni-System, das von Piraten (und natürlich Rebellen) beherrscht wird, eine neue Basis.
- Schlacht 4: Der Mylok IV-Konflikt („Conflict at Mylok IV“)
Admiral Zaarin treibt die abschließende Entwicklung des TIE Mk2 voran. Die dem Imperium zugeneigten Habeen liefern dazu einen neuen Hyperantrieb. Ihre Verbündeten, die mit der Rebellion sympathisierenden Nharwaak, versuchen dies zu unterbinden. Letztendlich können die Nharwaak daran gehindert werden, den Hyperantrieb an die Rebellen zu liefern.
- Schlacht 5: Schlacht der Ehre („Battle for Honor“)
Zurück bei der Flotte von Admiral Harkov, überschlagen sich die Ereignisse: Die Flotte steht kurz davor, zur Rebellion überzutreten. In fünf Missionen wird der Überlauf verhindert, Harkovs Flotte aufgerieben und der verräterische Admiral selbst gefangen und von Darth Vader persönlich „verhört“.
- Schlacht 6: Waffenlieferung („Arms Race“)
Die Entwicklung des neuesten Raumjägers, des TIE Jagdbombers, kommt voran. Mehrere Versuche der Rebellen, die Fertigstellung zu behindern, werden erfolgreich vereitelt. Mit dem Traktorstrahl wird eine neue Art Defensivwaffe eingeführt.
- Schlacht 7: Verrat bei Ottega („Treachery at Ottega“)
Von seiner technologischen Überlegenheit überzeugt, startet Admiral Zaarin einen Staatsstreich gegen den Imperator. Admiral Thrawn schickt mehrere Staffeln TIE Mk2, um dieser Bedrohung zu begegnen. Zaarins Putschversuch kann im letzten Moment verhindert werden.

## Rezeption
Für Florian Stangl von PC Player konnten Schwachpunkte des Vorgängers ausgebügelt werden. Es sei leichter für Einsteiger und böte auch vernünftige Briefings. Dennoch treten auch in den Missionen Sackgassen auf oder die computergesteuerten Schiffe verhalten sich irrational. Die Grafik sei detaillierter, aber dennoch veraltet und ruckelig. Teils seien bei 3D-Objekte die Seiten vertauscht. Die Geräusche klängen bombastisch und der leicht variierte Soundtrack von John Williams passe enorm gut ins Geschehen. Dadurch dass der Schwierigkeitsgrad wählbar sei, bleibe es auch wie der Vorgänger auf Wunsch sehr simulationslastig. Insbesondere die Simulation großer Schlachten sei beeindruckend. Die Hintergrundgeschichte werde wenig auserzählt. Michael Hengst von Power Play bemerkte, dass bekannte Charaktere nicht auftreten. Vereinfachungen führen zudem dazu, dass die Spielzeit geringer sei als der Vorgänger. So werde nun in Primär und Sekundärziele unterschieden und der Spieler müsse eine Mission nicht mehr vollständig schaffen. Die Zusatzfunktionen und Tutorials seien echte Verbesserungen. Die Spielbarkeit sei besser als der Vorgänger rezensierte Thomas Carlile von Play Time. Der Detailgrad der Objekte im Kampf hingegen enttäusche, falle aber bei der Spielgeschwindigkeit nicht so ins Gewicht.

## Erweiterungen

### Defender of the Empire
1994 wurde die Erweiterung Defender of the Empire veröffentlicht. Zusätzlich zu den schon aus dem Hauptprogramm bekannten spielbaren Raumjägern kommt hier das Imperiale Raketenboot (“Missile Boat”) hinzu, für das auch Trainingsparcours und -Missionen integriert wurden.
Defender of the Empire enthält die folgenden Schlachten:
- Schlacht 8: Sabotage / Strategischer Sieg (engl. „Strategic Warfare“)
Der Verräter Zaarin setzt seine Angriffe auf das Imperium fort. Aber auch die Rebellen erscheinen auf dem Plan und führen eine neue Waffe mit sich: den Mag Pulse-Torpedo. Dieser kann vom Imperium erbeutet werden. Allerdings hindert dies Zaarin nicht daran, auch die letzte Produktionsstätte des TIE Mk2 zu vernichten.
- Schlacht 9: TIE-Jagdbomber / T/J Technologie („TIE Defender Technology“)
Was Zaarin mit dem TIE Mk2 gelungen ist, versucht er nun mit dem TIE-Jagdbomber zu wiederholen. Seine Angriffe können jedoch vereitelt und die TIE-Jagdbomber-Technologie in Sicherheit gebracht werden.
- Schlacht 10: Neue Bedrohungen („New Threats“)
Ein Gerücht wird bestätigt: Die TIE-Jagdbomber-Technologie ist in die Hände von Piraten gelangt. Um weitere Schritte zu vereiteln, wird das von Admiral Thrawn entwickelte neue Raketenboot ausgeschickt. Dank dieses neuen Jägers kann die Produktionsstätte der Piraten schnell vernichtet werden, bevor diese in der Lage sind, den TIE-Jagdbomber an die Rebellen zu liefern.

### Enemies of the Empire
Ursprünglich plante LucasArts nach Defender of the Empire die Veröffentlichung einer zweiten Erweiterung. Enemies of the Empire sollte, ähnlich der Erweiterung B-Wing für X-Wing, als separate zweite Erweiterung erhältlich sein.
Enemies of the Empire wurde jedoch nie einzeln veröffentlicht, sondern war als Bonus in die TIE Fighter CD-ROM-Edition (siehe unten) integriert.
Die folgenden Schlachten sind in Enemies of the Empire enthalten:
- Schlacht 11: Jagd auf Zaarin („Hunt for Zaarin“)
Das neue Raketenboot hat sich als würdiger Gegner für Zaarins TIE-Jagdbomber erwiesen. Nun soll Zaarin endgültig zur Strecke gebracht werden. In sieben Missionen kann Zaarin weiter geschwächt und ein Angriff seinerseits zurückgeschlagen werden. Zudem wird verhindert, dass Zaarin sich das Vorknkx-Projekt, den Prototyp einer neu entwickelten Tarnvorrichtung, aneignet.

- Schlacht 12: Auftakt zu Endor („Prelude to Endor“)
Der neue Zweite Todesstern nähert sich der Vollendung. Der Imperator plant, die Rebellen bei Endor endgültig zu vernichten. Die Bothaner müssen daran gehindert werden, wichtige Geheiminformationen an die Rebellion zu verraten.

- Schlacht 13: Wille des Imperators („The Emperor's Will“)
Zaarin meldet sich zurück. Seine Spione konnten Daten über das Raketenboot und die Falle des Imperators bei Endor erbeuten. Eine Staffel TIE Mk2 kann die Übergabe dieser Informationen an die Rebellen vereiteln. Währenddessen ist es Zaarin seinerseits gelungen, das Vorknkx-Projekt zu stehlen. Nicht ahnend, dass das Projekt ein Fehlschlag ist, versucht er die Flucht in den Hyperraum. Das wird ihm zum Verhängnis.

## Versionen

### CD-ROM Version
Wie schon vorher bei X-Wing veröffentlichte LucasArts 1995 nach der Diskettenfassung von TIE Fighter eine CD-ROM-Edition des Spiels.
Diese enthält das Originalspiel TIE Fighter, die auch als Diskettenversion erhältliche Erweiterung Defender of the Empire und die zweite Erweiterung Enemies of the Empire, die exklusiv in der CD-ROM-Edition enthalten ist.
Weiterhin enthielt die CD-ROM-Fassung technische sowie spielerische Verbesserungen.
Technische Verbesserungen waren unter anderem gerenderte Filmsequenzen, digitaler Sound sowie optionale Super-VGA-Auflösung von 640 × 480 Bildpunkten in den Simulator-Sequenzen.
Auf spielerischer Seite kamen vor allem verbesserte, interaktive und vollständig vertonte Einsatzbesprechungen hinzu. Kurioserweise wurden, im Gegensatz zu X-Wing, die Sprachaufnahmen für die deutsche Version nicht mit deutschen Sprechern neu eingespielt, so dass alle Texte im Spiel zwar komplett auf Deutsch vorliegen, alle Besprechungen mit dem Flugoffizier und Durchsagen, während der Missionen jedoch auf Englisch zu hören sind.

### Windows-Version
1998 erschien noch eine Version für Windows, welche aus den Verbesserungen und Inhalten der vorherigen CD-ROM Version besteht und zusätzlich noch um Texture Mapping erweitert wurde und anstatt den MIDI Soundtracks Audio Tracks enthält.